# Коронавірусна хвороба 2019 на Островах Святої Єлени, Вознесіння і Тристан-да-Кунья
Епідемія коронавірусної хвороби 2019 на Островах Святої Єлени, Вознесіння і Тристан-да-Кунья — це поширення пандемії коронавірусної хвороби 2019 на територію Островів Святої Єлени, Вознесіння і Тристан-да-Кунья. Перший випадок хвороби на цій британській заморській території зареєстровано 24 грудня 2020 року.

## Острів Святої Єлени
27 березня 2020 року уряд Святої Єлени повідомив про підозру на COVID-19 у особи, яка самоізолювалась з 21 березня. У зв'язку з віддаленим розташуванням острова Святої Єлени на той час на острові не було лабораторії для проведення тестування на коронавірус. Пізніше результат тестування у цього хворого був негативним.
5 січня 2021 року на острів Святої Єлени доставили першу партію вакцини AstraZeneca проти COVID-19, після чого на острові розпочалась вакцинація населення.
26 березня 2021 року управління охорони здоров'я острова Святої Єлени повідомило про ймовірний випадок коронавірусної хвороби в особи, яка прибула на острів авіарейсом 24 березня. 29 березня 2021 року тест на коронавірус у цієї особи виявився негативним.
27 березня 2021 року уряд острова повідомив про виявлення кількох випадків хвороби на рибальському судні.
5 травня 2021 року уряд острова повідомив, що 3528 жителів острова отримали обидві дози вакцини; що становить 95,1 % дорослого населення острова Святої Єлени і 77,8 % всього його населення.
3 вересня було оголошено про невизначену кількість випадків на авіарейсі з Великої Британії.
18 січня 2022 року виявлено нову невизначену кількість позитивних випадків на домашньому карантині.
21 січня, 17 березня, 1 квітня і 5 квітня повідомлено про нову невизначену кількість випадків хвороби.
20 квітня 2022 року підтверджено невизначену кількість випадків хвороби, які інфікувались від особи, протестованої 9 квітня.
4 травня та 11 травня повідомлено про нову невизначену кількість випадків. Інші випадки підтверджені у осіб на домашньому карантині, протестованих 23 квітня.
2 червня 2022 року підтверджено позитивні випадки тестування на борту корабля «MV Helena».
27 червня 2022 року підтверджено нові випадки хвороби серед пасажирів рейсу, який прибув 19 червня.
5 і 29 липня виявлено нову невизначену кількість позитивних випадків.
23 вересня 2022 року зареєстровано 1355 випадків хвороби.

## Острів Вознесіння
16 березня 2020 року у 3 осіб, які прибули повітряним транспортом на острів Вознесіння, виявлено симптоми COVID-19. Проте 23 березня повідомлено, що проведене 22 березня тестування у всіх трьох дало негативний результат.
7 вересня 2020 року уряд острова Вознесіння повідомив про 2 ймовірних випадки коронавірусної хвороби в осіб, які прибули на острів 4 вересня з негативним результатом тесту. Обидвом провели тестування, яке виявилось негативним, та 9 вересня підтверджено, що в цих двох осіб діагностовано перенесену раніше коронавірусну хворобу.
16 листопада 2020 року уряд острова Вознесіння повідомив про ще одну підозру на коронавірусну хворобу, тестування, проведене цій особі 18 листопада, виявилось негативним.
24 грудня 2020 року уряд острова Вознесіння повідомив про виявлення підтвердженого випадку коронавірусної хвороби в особи, яка знаходилась на ізоляції. 6 січня 2021 року повторний тест у цього хворого виявився негативним.
16 лютого 2021 року Повітряні сили Великої Британії доставили на острів 1950 доз вакцини AstraZeneca проти COVID-19, щеплення на острові розпочались наступного дня. До 25 березня 798 із 806 жителів острова Вознесіння (99 %) отримали принаймні одну дозу вакцини.
16 квітня 2021 року повідомляється про новий випадок хвороби в особи, яка прибула на острів 14 квітня, симптоми хвороби в якої були слабко виражені. 26 квітня повторний тест у хворого був негативним.
15 липня 2021 року повідомлено про випадок хвороби з легкими симптомами. Тест у хворого дав негативний результат 26 липня.
9 серпня 2021 року в 3 осіб був позитивний результат тестування на коронавірус, а 23 серпня – негативний.
6 січня 2022 року виявлено 2 випадки хвороби. Повідомлено також про новий випадок хвороби 19 січня.
8 лютого 2022 року підтверджено новий випадок хвороби.
10 березня повідомлено про новий випадок хвороби у примусовій ізоляції.  Ще один випадок підтверджено 18 березня.
4 квітня 2022 року підтверджено позитивний результат тестування в особи, яка прибула рейсом із Великої Британії.>
4 травня 2022 року двоє осіб, які прибули морем з Канади, отримали позитивний результат тестування.
18 травня у 2 осіб, які прибули рейсом 12 травня, попередні тести яких показали негативний результат, отримали позитивний результат тестування.
24 червня 2022 року зареєстровано 3 нових випадки хвороби.
29 червня 2022 року підтверджено новий випадок хвороби.
31 липня 2022 року острів Вознесіння скасував усі вимоги щодо карантину для прибуваючих на острів.
9 серпня 2022 року уряд острова Вознесіння підтвердив перший випадок місцевої передачі коронавірусу.
Станом на 9 серпня 2022 року уряд острова Вознесіння повідомив про 24 позитивні випадки тестування та 2 перенесених випадки хвороби.
З 8 серпня 2022 року зареєстровано 170 позитивних випадків тестування.

## Острови Тристан-да-Кунья
16 березня 2020 року рада острова Тристан-да-Кунья ухвалила рішення заборонити відвідувати острів особам, які не проживають на ньому, для запобігання можливого інфікування коронавірусом жителів острова.
21 квітня 2021 року військовий корабель HMS Forth доставив достатню кількість вакцини AstraZeneca проти COVID-19 для щеплення всього населення острова. Щеплення розпочались 28 квітня, хоча ще не опубліковано даних про відсоток людей, які їх отримали.
Станом на 27 квітня 2021 року випадків інфікування коронавірусом на островах Тристан-да-Кунья не зафіксовано.
19 липня 2021 року на борту «MFV Edinburgh» перед висадкою було виявлено 2 випадки хвороби. Після цього Единбург Семи Морів був закритий на 10 днів.